# Fieseler Fi 99
Fieseler Fi 99 Jung Tiger (niem. „Młody Tygrys”) – niemiecki samolot szkolny.
Wyprodukowano jeden egzemplarz, zniszczony 18 lipca 1944 r.